# Magic Circus Show
A Eurovision Magic Circus Show (gyakran csak Magic Circus Show, magyarul: Eurovíziós Varázslatos Cirkuszfesztivál, franciául: Eurovision Magie Show de Cirque) egy a karácsonyi időszakban sugárzott, szórakoztató televíziózós cirkuszműsor volt az Európai Műsorsugárzók Uniójának (angol nevének rövidítése: EBU) aktív tagállamai részvételével. Az országok az EBU-tag tévétársaságaikon keresztül szerepeltek, melyek feladata az országot képviselő előadó és produkció kiválasztása volt. A műsorban 7–14 éves gyerekek vettek részt, akik többnyire zsonglőr, akrobata, bohóc, légtornász és bűvész-produkciókat mutattak be.
A többi eurovíziós műsorral ellenben a Magic Circus Show nem egy verseny volt, hanem egy gálaműsor; illetve ezt nem közvetítették élőben. A részt vevő műsorsugárzók és TV-csatornák egy casting során választották ki azt három gyermeket, akik az adott országot képviselték a műsorban. A gyerekeknek tanárok, edzők segítettek elkészíteni és kidolgozni a műsorban látható műsorszámot, produkciót.
Az eddigi három műsornak Genf adott otthon, és az ott felállított Christmas Circus cirkuszsátor. A műsort 2010-ben rendezték meg először.
Magyarország egyetlen alkalommal sem vett részt a műsorban.

## Résztvevők

EBU-tagországok, melyek legalább egyszer szerepeltek a műsorban
EBU-tagországok, melyek egyetlen alkalommal sem szerepeltek a műsorban

Tíz ország szerepelt legalább egyszer a műsorban. Ezek a következőek (az első részvétel sorrendjében):
- 2010 –  Oroszország,  Hollandia,  Franciaország,  Svájc,  Portugália,  Belgium
- 2011 –  Ukrajna
- 2012 –  Bulgária,  Írország,  Örményország

A következők műsorsugárzók vettek részt a műsorban:
- Belgium – VRT
- Bulgária – BNT
- Franciaország – France Télévisions
- Hollandia – TROS
- Írország – RTÉ
- Oroszország – RTR
- Örményország – AMPTV
- Portugália – RTP
- Svájc – RTS (házigazda műsugárzó)
- Ukrajna – NTU

Részvételét tervezte  Fehéroroszország (BTRC),  Olaszország (RAI) és  Szlovénia (RTVSLO) műsorsugárzója is.

## Műsorok

### 2010
A 2010-es Eurovíziós Varázslatos Cirkuszfesztivált november 26-án, Genfben rendezték meg. Hat ország vett részt: Belgium, Hollandia, Portugália, Oroszország, Franciaország és a házigazda Svájc.
Résztvevők
| #  | Ország        | Előadó | Szám                        | Cirkusz/Egyesület |
| -- | ------------- | --- | --------------------------- | ----------------- |
| 01 | Oroszország   | Anna Matveeva és Ksenia Belykh | akrobatika                  |                   |
| 02 | Hollandia     | Kim Dekker és Siard Boerstra | trapéz                      |                   |
| 03 | Franciaország | Batiste Agneli | egykerekű                   |                   |
| 04 | Svájc         | Leila Malar | tissue légtornász           |                   |
| 05 | Portugália    | Sofia | kézegyensúlyozó             |                   |
| 06 | Svájc         | Mirko Lapflam és Malu | illuzionista                |                   |
| 07 | Oroszország   | Marina Kremleva | kézegyensúlyozó             |                   |
| 08 | Belgium       | Pete, Pepin, Louie és Kika | akrobatika zsonglőrködéssel |                   |
| 09 | Oroszország   | Dasha, Anya Zarubalova, Elvira Belunicheva, Nastia és Julia Kurpan Grishkina | gurtni légtornászok         |                   |
| 10 | Svájc         | Frédéric | diabolo                     |                   |
| 11 | Franciaország | Laurene és Margot | hajlékonyság                |                   |
| 12 | Franciaország | Constance | trapéz                      |                   |
| 13 | Hollandia     | Nigel Voetts | zsonglőr                    |                   |
| 14 | Portugália    | Afonso de Freinet-Brideau és Bruna Medeiros | illuzionisták               |                   |
| 15 | Hollandia     | Selina Frith | hajlákonyság                |                   |
| 16 | Belgium       | Manon Gustele és Stien Simkins | tissue légtornászok         |                   |
| 17 | Oroszország   | Evgeny Vinogradov, Arina Smirnova, Anastasia Chelpina, Konstantin Chernyaev, Diana Kirillov, Vladislav Vasilev, Ivan Nemchinov, Jegor Pashinsky, Jan Parshukova, Diana Goloborodko, Irina Mikhailova és Ekaterina Melnikova | bicikliszám                 |                   |

Közvetítő csatornák
- Belgium – Ketnet
- Oroszország – Rosszija 1
- Portugália – RTP2

### 2011
A 2011-es Eurovíziós Varázslatos Cirkuszfesztiválra november 26-án került sor Genfben. Először vett részt Ukrajna, így összesen hét ország szerepelt.
Résztvevők
| #  | Ország        | Előadó                              | Szám                 | Cirkusz/Egyesület      |
| -- | ------------- | ----------------------------------- | -------------------- | ---------------------- |
| 01 | Franciaország | Léo                                 | rola-bola            | Cri-O-Lane Circus      |
| 02 | Ukrajna       | Your Reflections                    | hajlékony akrobaták  | Art Studio Rizoma      |
| 03 | Portugália    | Ruben Costa                         | zsonglőr             | Circo Royal            |
| 04 | Oroszország   | Oleg Chmutov                        | gurtni légtornász    | Ashlag Circus          |
| 05 | Svájc         | Duo Monocycle                       | egykerekű akrobaták  | Théátre Cirqule        |
| 06 | Hollandia     | Alain és Timur                      | kötéltánc            |                        |
| 07 | Belgium       | Ze Boys                             | diabolo              |                        |
| 08 | Oroszország   | Sergey Ignatiev                     | kézegyensúlyozó      | Alfa Studio            |
| 09 | Portugália    | Trio CaroMeliCata                   | hajlékonyság         | Sport Club Do Porto    |
| 10 | Franciaország | Ornithés                            | tissue légtornászok  |                        |
| 11 | Hollandia     | Dancing Dragon                      | egyensúlyozók        |                        |
| 12 | Svájc         | Duo Mat Pendulaire                  | kínai rúd            | Le Zarti' Cirque       |
| 13 | Franciaország | Le Train                            | szabadlétra          | Pop Circus             |
| 14 | Hollandia     | Llayda Buldac és Nick Takens        | illuzionisták        |                        |
| 15 | Oroszország   | Friendly Family                     |                      | Circus School Nadezhda |
| 16 | Ukrajna       | Yevgen Gavrilenko és Kateryna Rudik | tissue légtornászok  | Olo Circus             |
| 17 | Belgium       | Wiild Wheel                         | rönrád               |                        |
| 18 | Svájc         | Duo Trapéze Comique                 | komikus trapéz       |                        |
| 19 | Belgium       | Andreas De Ryck                     | zsonglőr             |                        |
| 20 | Ukrajna       | Angela Karchevskaia                 | hulahopp kézen állva |                        |

### 2012
A 2012-es Eurovíziós Varázslatos Cirkuszfesztivált a november 17-én rendezték meg Genfben. Először szerepelt Bulgária,  Örményország és Írország, míg Ukrajna visszalépett; így összesen nyolc ország vett részt. Ez volt az utolsó Magic Circus Show.
Résztvevők
| # | Ország        | Előadó | Szám | Cirkusz/Egyesület |
| - | ------------- | ------ | ---- | ----------------- |
|   | Belgium       |        |      |                   |
|   | Bulgária      |        |      |                   |
|   | Franciaország |        |      |                   |
|   | Hollandia     |        |      |                   |
|   | Írország      |        |      |                   |
|   | Oroszország   |        |      |                   |
|   | Örményország  |        |      |                   |
|   | Portugália    |        |      |                   |
|   | Svájc         |        |      |                   |

Közvetítő csatornák
- Svájc – RTS Un (2012. december 25-én)
- Belgium – Ketnet
- Portugália – RTP2

## Lásd még
- Eurovíziós Dalfesztivál
- Junior Eurovíziós Dalfesztivál
- Fiatal Táncosok Eurovíziója
- Fiatal Zenészek Eurovíziója
- Eurovíziós Táncverseny

## Külső hivatkozások
- YouTube-videó: Magic Circus Show 2010
- YouTube-videó: Magic Circus Show 2011
- YouTube-videó: Magic Circus Show 2012